# Serviço Geológico da China
O Serviço Geológico da China (CGS; chinês simplificado: 中国地质调查局) é uma organização de pesquisa de propriedade do governo da República Popular da China, que trabalha sob supervisão do Conselho de Estado. Realiza pesquisas sobre os recursos minerais da China. Ela é a maior agência de geociências da China desde que foi restabelecida em 1999.

## História
O CGS originou-se nos primeiros dias da República da China (quando ela tinha controle sobre a China continental). Em 1912, o Governo Provisório de Nanquim da República da China estabeleceu oficialmente a "Seção Geológica no Departamento de Mineração do Ministério da Indústria". Em junho de 1913, o Governo da República da China o estabeleceu como "Instituto do Serviço Geológico do Ministério da Indústria e Comércio".
Durante a Segunda Guerra Sino-Japonesa, o Instituto do Serviço Geológico mudou-se primeiro de Pequim para Nanquim e, em seguida, de Nanquim para Xunquim, passando por Changsha. Nos primeiros anos do CGS, muitos pesquisadores proeminentes trabalharam no órgão, como Davidson Black, Teilhard de Chardin, Franz Weidenreich e Pei Wenzhong.
Após a fundação da República Popular da China em 1949, antes e depois do início do "Primeiro Plano Quinquenal", a construção econômica do país precisava urgentemente de apoio mineral. O Instituto do Serviço Geológico passou a ser denominado de Comitê Diretor de Planejamento do Trabalho Geológico da China em agosto de 1950. Em 1952, o Ministério da Geologia foi estabelecido para liderar e gerenciar o levantamento geral e a exploração de recursos minerais no país e para organizar e organizar uniformemente a implementação do trabalho geológico nacional. Em 1970, o Conselho de Estado foi reformado e o Ministério da Geologia foi reorganizado no Departamento Geológico da Comissão de Planejamento do Estado. Em 1982, o Ministério da Geologia foi restaurado e renomeado para Ministério dos Recursos Minerais, efetivamente extinguindo o Departamento Geológico.
Em 1999, a reforma do sistema de pesquisa geológica foi implementada e o Departamento Geológico foi reestabelecido como Serviço Geológico da China (CGS).